# 堅銀漢魚屬
堅銀漢魚屬為輻鰭魚綱銀漢魚目銀漢魚科的其中一屬。

## 分類
- 長身堅銀漢魚(Atherinosoma elongata)
- 小口堅銀漢魚(Atherinosoma microstoma)

## 扩展阅读
- 維基物種上的相關：堅銀漢魚屬